# 阿里·盧特菲·馬哈茂德
阿里·盧特菲·馬哈茂德（阿拉伯语：علي لطفى محمود，IPA：[ˈæħmæd mæħˈmuːd ˈlotˤfi]，1935年10月6日—2018年5月27日），埃及政治人物，1985年9月4日和1986年11月9日担任埃及总理。